# 노민우
노민우(魯敏宇, 1986년 5월 29일 ~ )는 대한민국의 배우이자 가수이다.

## 학력
- 용문고등학교
- 인하대학교 연극영화과
- 동국대학교 대학원 재학

## 소속사
- 前 SM 엔터테인먼트
- 前 코어콘텐츠미디어
- 前 MJ Dreamsys
- 前 n.CH엔터테인먼트 보관됨 2020-02-20 - 웨이백 머신

## 앨범
- 2019년 7월 2일 검법남녀 시즌2 OST Part.2 Dr.K (닥터 K) 발매
- 2018년 5월 29일 JUPITER 발매
- 2016년 12월 29일 GRAVITY 발매
- 2015년 드라마 <나의 유감스러운 남자친구> OST [I Love you], [Shining Love] 발매
- 2014년 Digital Single [Heaven], [SNAKE EYES], [BEFORE YOU GO], [10월] 발매
- 2014년 드라마 <최고의 결혼> OST [미친사랑] 발매
- 2013년 ICON 1st Single [ROCK STAR] 발매
- 2013년 드라마 <칼과 꽃> OST [비화]
- 2012년 중국 드라마 <유효기간애상니> OST [1분 1초]
- 2012년 드라마 <풀하우스 TAKE2> OST Part3. [Sad Touch]
- 2011년 드라마 <마디어스> OST [슬픈 사랑]
- 2010년 드라마 <내 여자친구는 구미호> OST [덫]
- 2009년 2월 26일 24/7 그 녀석의 여자 (Single) 발매
- 2005년 9월 14일 록 밴드 TRAX Blaze Away (Single) [韓,日 양국발매]
- 2005년 4월 20일 록 밴드 TRAX Rhapsody (Single) [韓,日 양국발매]
- 2004년 12월 15일 록 밴드 TRAX Scorpio (Single) [韓,日 양국발매]
- 2004년 7월 20일 록 밴드 TRAX 싱글 앨범 The TRAX

## 공연 활동
- 2016년 10월 3일~05일 MINUE JAPAN DEBUT CONCERT [MAJESTIC]
- 2016년 8월 4일 MINUE JAPAN LIVE CONCERT [End of the World]
- 2016년 6월 4일 Japan Special Live [GRAVITY]
- 2016년 4월 30일 중국 첫 콘서트 [Beautiful Day]
- 2016년 4월 9일~13일 Tokyo&Osaka 콘서트 [Beautiful Day]
- 2015년 12월 2015 ICON JAPAN TOUR [It's My Life]
- 2014년 12월 21일 일본 콘서트 [Merry Christ Halloween]
- 2014년 8월 ICON JAPAN ZEPP TOUR 2014
- 2014년 3월 22일 일본 콘서트 [HeartBeat]
- 2013년 12월 25일 일본 콘서트 [Minew Christmas&Happy Minew Year]
- 2013년 11월 1일 한국 임페리얼 팰리스호텔 두베홀 [Halloween Party&LIVE]
- 2013년 8월 9일 일본 도쿄 라이브콘서트 및 팬미팅 [ROCKSTAR - NOMINWOO Fanclub Open Anniversary LIVE & TALK]
- 2013년 7월 26일 한국 롤링홀 [ROCKSTAR LIVE IN SEOUL]
- 2013년 6월 7일 한국 악스홀 [ICON 1st Single Album Showcase]
- 2012년 12월 28일 서울 건대 새천년홀 단독콘서트 [Glamorous Night]
- 2012년 12월 21일 도쿄 시부야 단독콘서트 [Glamorous Xmas~NOMINWOO NOLIMIT]

## 주요 출연작

### 영화
- 2008년 《쌍화점》 - 민우 역(출연)
- 2008년 《스토리 오브 와인》 - 택진 역(주연)
- 2011년 《기생령》 - 철웅 역(조연)
- 2014년 《어느 날, 첫사랑이 쳐들어왔다》 - 장민혁 역(주연) / 음악감독
- 2014년 《명량》 - 하루 역(조연) (첫 천만영화)

### 드라마
- 1997년 KBS2 월화드라마 《프로포즈》 어린 정수빈 역 (류시원 아역)
- 2009년 tvN 《미세스 타운 남편이 죽었다》 - 재키정의 어린 애인 역
- 2010년 MBC 월화드라마 《파스타》 - 필립 역
- 2010년 SBS 수목드라마 《내 여자친구는 구미호》 - 박동주 역
- 2011년 SBS 수목드라마 《마이더스》 - 유명준 역
- 2010년 KBS2 단막극 드라마 스페셜 《락 락 락》(락 ROCK 樂) - 김태원 역
- 2012년 SBS Plus 《풀하우스 TAKE 2》 - 이태익 역
- 2013년 중국 절강위성 《사랑유효기간》 - 이티엔 역
- 2013년 Mnet 《몬스타》 - 박다니엘 역
- 2013년 KBS2 수목드라마 《칼과 꽃》 - 연남생 역
- 2014년 SBS 월화드라마 《신의 선물 - 14일》 - 테오 역
- 2014년 TV조선 《최고의 결혼》 - 박태연 역
- 2015년 MBC 드라마넷 《나의 유감스러운 남자친구》 - 윤태운 역
- 2015년 웹드라마 《먹는 존재》 - 박병 역
- 2019년 MBC 월화드라마 《검법남녀 2》 - 장철 역
- 2023년 MBC 금토드라마 《금혼령, 조선 혼인 금지령》 - 반란탄 역 (특별출연)
- 2024년 쿠팡플레이 오리지널 드라마 《사랑 후에 오는 것들》 - 버스킹하는 사람 역 (특별출연)
- 2025년 KBS2 수목드라마 《빌런의 나라》 - 차빈 역

## 예능 프로그램
- 2024년 SBS 《미운 우리 새끼》 - VCR 출연 (2024년 7월 14일 방송분 출연)

## CF
- 2011년 동아오츠카 데미소다

## 수상 및 후보
| 연도 | 시상식       | 부문                          | 작품                 | 결과 |
| ---- | ------------ | ----------------------------- | -------------------- | ---- |
| 2010 | SBS 연기대상 | 뉴스타상                      | 내 여자친구는 구미호 | 수상 |
| 2019 | MBC 연기대상 | 신스틸러상                    | 검법남녀 2           | 수상 |
| 2019 | MBC 연기대상 | 최고의 1분 커플 (with 정재영) | 검법남녀 2           | 후보 |

## 공식 사이트
- 노민우 - 인스타그램
- 한국 공식 팬카페 '미뉴코리아'
- 일본 공식 홈페이지 'HAPPY HOSPITAL' 보관됨 2020-11-01 - 웨이백 머신